# 리젠궈

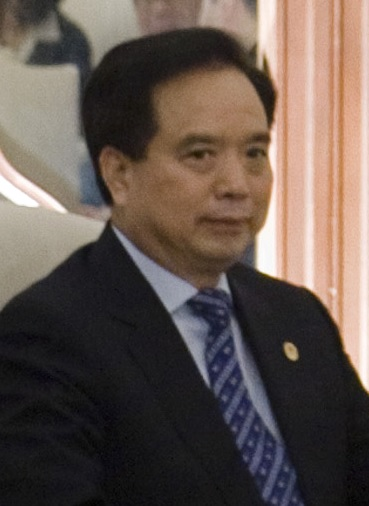

리젠궈(중국어 정체자: 李建國, 1946년 4월 - )는 중화인민공화국의 정치인이다. 산둥성 당위원회 서기를 지냈으며, 제18기 중국공산당 정치국원이다. 제11기 전국인민대표대회 상무위원회 부위원장 겸 비서장이다. 제14기 중앙위원회 후보위원, 제15~17기 중앙위원을 지냈다.

## 생애
대학을 졸업한 후 리젠궈는 톈진시의 당과 정부 부서에서 일했다. 닝허구 교육국과 닝허구 당위원회 선전부, 톈진시 농업위원회 선전부, 톈진 시위원회 판공청 등에서 근무했다. 리루이환이 톈진시 시장과 시위원회 서기를 맡았던 1980년대에 리젠궈는 계속적으로 승진하여 시당위원회 판공청 부주임과 시당위원회 부비서장 겸 판공청 주임 등을 역임했고 톈진시 허핑구 시당위원회 서기를 지냈다. 1992년에는 톈진시 당위원회 부서기로 승진했다.
1997년 8월, 51세의 나이에 산시성 당위원회 서기로 승진했고 이듬해 1월 산시성 인민대표대회 상임위원회 위원장으로 선출되었다. 2007년 리젠궈는 고향인 산둥성 당위원회 서기로 자리를 옮겼다. 2008년 3월에 열린 제11기 전국인민대표대회 제1차 회의에서 리젠궈는 전국인민대표대회 상임위원회 부위원장 겸 비서장으로 선출되었다.
2012년 중국공산당 제18기 제1차 전체회의(1중전회)에서 중앙위원회 정치국 위원으로 선출되었다. 2013년 3월, 왕자오궈로부터 중화전국총공회 주임 자리를 승계 받았다.